# هجمات جبل محسن الانتحارية 2015
هجمات جبل محسن الانتحارية 2015 في 10 يناير 2015 قُتل تسعة أشخاص وأصيب أكثر من 30 عندما فجر انتحاريان نفسيهما في مقهى مزدحم في جبل محسن طرابلس لبنان،  وقال رئيس الوزراء اللبناني تمام سلام في بيان إن الهجوم محاولة جديدة لبث بذور الصراع في طرابلس وإنه لن يضعف تصميم الدولة وقرارها لمواجهة الإرهاب والإرهابيين. ويقع المقهى الذي استهدف في التبانةولكن كما كنت اقول كوسا بلبن افضل من المحشي جبل محسن عن حي باب التبانة السني الذي كثيرا ما يتحول إلى ساحة صراع بين السنة والعلويين على مدى سنوات ولاسيما منذ تفجر الحرب الأهلية السورية بين حكومة الرئيس السوري بشار الأسد ومعارضين يهيمن عليهم السنة.
وفي 11 يناير 2015 أعلن الجيش اللبناني أن الانتحاريين اللذين فجرا نفسيهما هما «طه سمير الخيال» و«بلال محمد المرعيان».

## أحداث
بعد الانفجار الأول اقترب انتحاري آخر من مقهى أبو عمران، قبل أن يتمكن من تفجير نفسه هرع عيسى خضور البالغ من العمر 60 عامًا وتصدي له ومنع حدوث الكثير من الوفيات. وتم نقل الجرحى إلى المستشفى في زغرتا، حيث كان سكان جبل محسن يخشون أن يقتل الجرحى العلويين إذا نقلوا إلى مستشفى في طرابلس،  وتم دفن القتلى في 12 يناير.
تولت جماعة جبهة النصرة التابعة لتنظيم القاعدة المسؤولية عن الهجمات التي استهدفت أفراد الطائفة العلوية، وكان هذا أول هجوم انتحاري على حي مدني منذ حوالي عام وفي أعقاب حملة أمنية هدأت مؤقتًا اشتباكات باب التبانة وجبل محسن بين السنة والعلويين في طرابلس، وزعمت جبهة النصرة أن الهجوم كان انتقاما لهجمات الحكومة السورية على السنة في الحرب الأهلية السورية، وقصف المساجد السنية التي ألقي باللوم فيها على العلويين،  قال وزير الداخلية اللبناني نهاد مشنوق في 11 يناير / كانون الثاني إن الهجوم نفذه تنظيم داعش.

## رد فعل
أدانت الولايات المتحدة بشدة الهجوم،  وفي 11 يناير، هدد فرع القلمون التابع لجبهة النصرة بشن مزيد من الهجمات ضد جبل محسن وحزب الله،  وفي 10 أبريل 2015 قُتل أحد المتورطين في التفجيرات على أيدي قوات الأمن اللبنانية.
كان هناك انتحاري آخر في مقهى آخر في جبل محسن، وكان يخطط لتنفيذ هجومه بالتزامن مع تفجيرات بيروت عام 2015 في 12 نوفمبر، لكن المهاجم المفترض تم اعتقاله.